# Эрнст Людвиг (великий герцог Гессенский)
Эрнст Людвиг (полное имя Эрнст Людвиг Карл Альберт Вильгельм, нем. Ernst Ludwig Karl Albert Wilhelm, Großherzog von Hessen und bei Rhein; 25 ноября 1868[…], Дармштадт — 9 октября 1937[…], Замок Вольфсгартен) — последний великий герцог Гессенский (c 1892 по 1918 годы).

## Биография

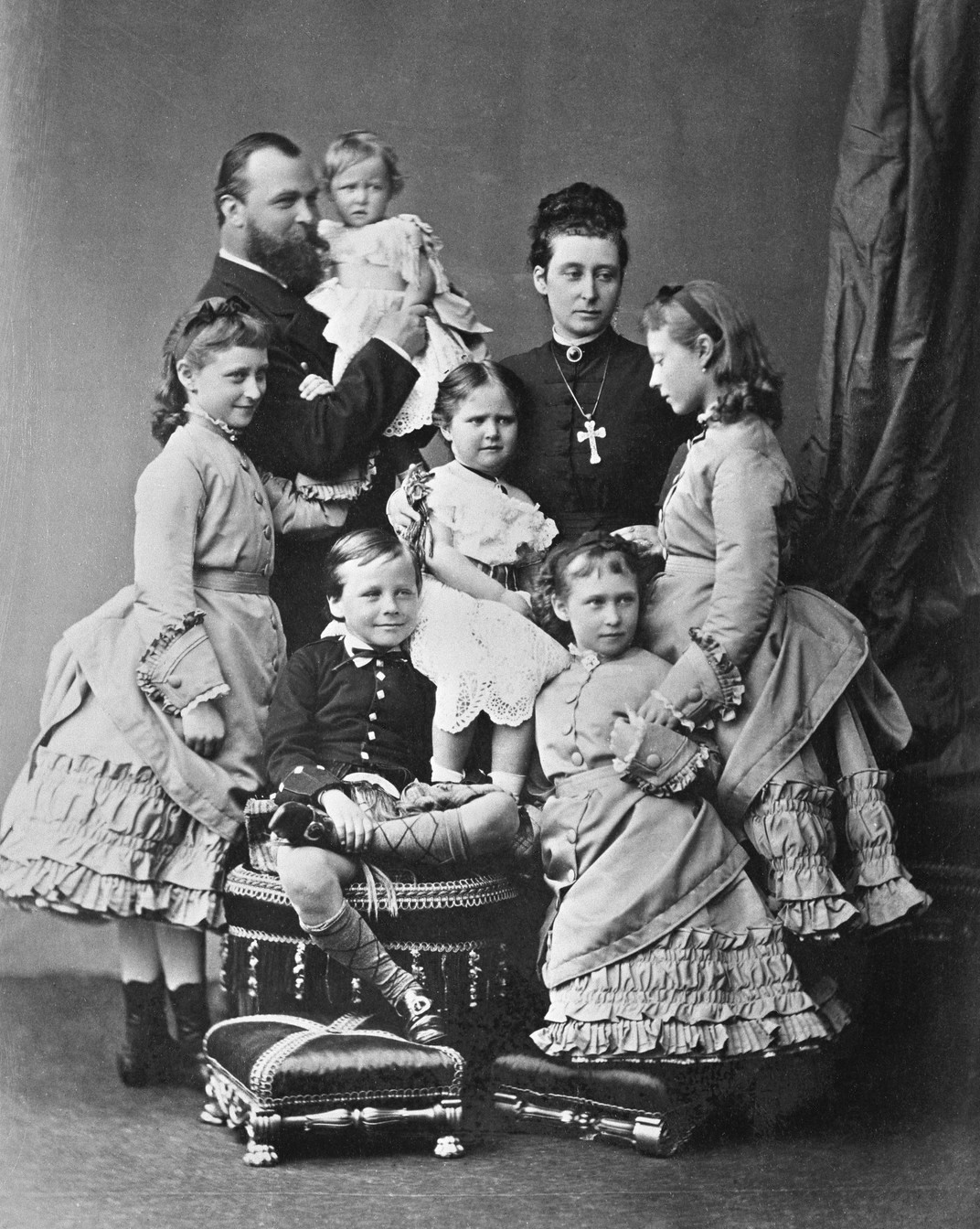
Семья великого герцога Людвига IV Гессенского и Рейнского, 1876 г.

Родился 25 ноября 1868 года в Новом дворце Дармштадта в семье наследного принца Людвига и принцессы Алисы, урождённой принцессы Великобританской, второй дочери королевы Виктории.
Принц Эрнст Людвиг был четвёртым ребёнком в семье. У него были три старшие сестры — Виктория (1863—1950), Елизавета (1864—1918) и Ирэн (1866—1953), а также младший брат Фридрих (1870—1873), умерший в младенчестве, и младшие сёстры — Алиса и Мария.
После смерти бездетного великого герцога Людвига III 13 июня 1877 года ему наследовал племянник, сын его младшего брата принца Карла Гессенского — принц Людвиг Гессенский, отец принца Эрнста Людвига, который вошёл в историю под именем Людвига IV. Девятилетний принц Эрнст Людвиг тогда стал наследником престола.
В 1878 году все дети великого герцога Людвига IV, кроме 14-летней принцессы Елизаветы, заболели дифтерией. Мать, великая герцогиня Алиса, сама ухаживала за детьми. 16 ноября 1878 года скончалась младшая сестра, принцесса Мария. Эту смерть скрыли от старших детей, находившихся в тяжёлом состоянии. По легенде, когда герцогине Алисе доложили, что её сын принц Эрнст Людвиг также находится при смерти, она, несмотря на риск самой подхватить инфекцию, склонилась над постелью ребёнка и поцеловала его в лоб. Вскоре она тоже слегла с дифтерией, и 14 декабря 1878 года, на 35-м году жизни, её не стало. Дети на похоронах матери не присутствовали.
10-летний принц Эрнст Людвиг остался без матери, переживая смерть младшей сестры. Кроме того, в целях дезинфекции все старые игрушки были сожжены, для принца Эрнста Людвига и его сестёр началась другая жизнь. Бабушка, королева Виктория каждый год приглашала своего зятя и внуков погостить у неё в Великобритании. Как отмечает в своём исследовании австрийский историк Элизабет Гереш, «Эрнст Людвиг обладал открытым характером и даром живописца».

## Вступление на престол

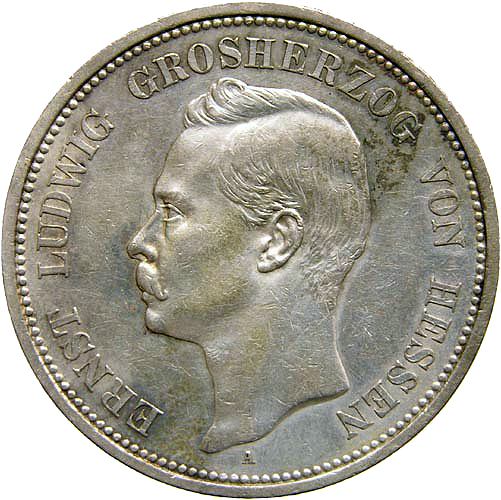

12 марта 1892 года великий герцог Людвиг IV внезапно потерял сознание, и врачи констатировали у него инсульт. На следующий день, 13 марта, его не стало. Принц Эрнст Людвиг стал великим герцогом Гессенским. Он и его сёстры тяжело переживали утрату. Принцесса Алиса писала бабушке в Англию:

Эта невосполнимая потеря кажется мне почти невыносимой, неизвестно, как жить дальше тому, у кого отняли солнечный свет. И всё же надо набраться мужества и попытаться быть, как Он, и делать то, чего желал бы Он. О как ужасно мы за ним скучаем, с каждым днём всё сильнее. (…) Но мы должны смириться с этой утратой, ибо я уверена, что наш небесный отец не взял бы его от нас, если бы не хотел избавить от дальнейших страданий на земле. (…)
Бедный милый Эрни так неожиданно оказался в таком положении, какая большая ответственность легла на его молодые плечи. Он такой мужественный и дельный, милый парень. Ему я теперь должна пожертвовать всю себя и попытаться помочь, насколько это в моих силах, и я уверена, что Ты, любимая бабушка, всегда готова даровать ему совет и любовь, когда в том будет необходимость….

До 1894 года, в то время, когда великий герцог Эрнст Людвиг не был женат, обязанность первой леди Гессен-Дармштадтского герцогства исполняла при нём его младшая сестра Алиса, которая также в то время ещё не была замужем.

## Семейная жизнь

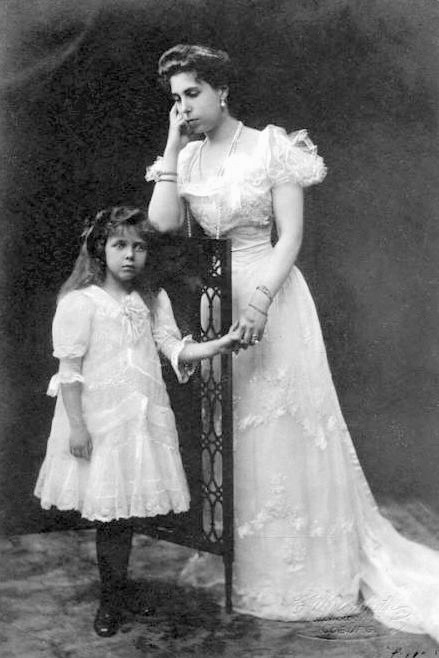
Великая герцогиня Виктория Мелита с дочерью Елизаветой

19 апреля 1894 года в Кобурге состоялось бракосочетание великого герцога Эрнста Людвига Гессенского с принцессой Викторией-Мелитой Саксен-Кобург-Готской и Эдинбургской. Эта свадьба стала одним из самых пышных событий королевской Европы конца XIX столетия.
В этом браке 11 марта 1895 года родилась дочь Елизавета, названная при крещении Елизаветой Марией Алисой Викторией (нем. Prinzessin Elisabeth Marie Alice Viktoria von Hessen und bei Rhein). Второй ребёнок великогерцогской четы, мальчик, появился на свет 25 мая 1900 мёртвым. Следующая беременность Великой герцогини Виктории-Мелиты окончилась раньше срока. Потрясения, постигшие молодых супругов, не упрочили и без того непростые отношения. Виктория-Мелита сетовала на нехватку внимания супруга, который отдавал много любви и внимания их дочери. Невнимание супруги к выполнению официальных обязанностей великой герцогини раздражало Эрнста Людвига. После смерти королевы Виктории, 21 декабря 1901 года их брак был официально расторгнут Верховный судом Гессена.

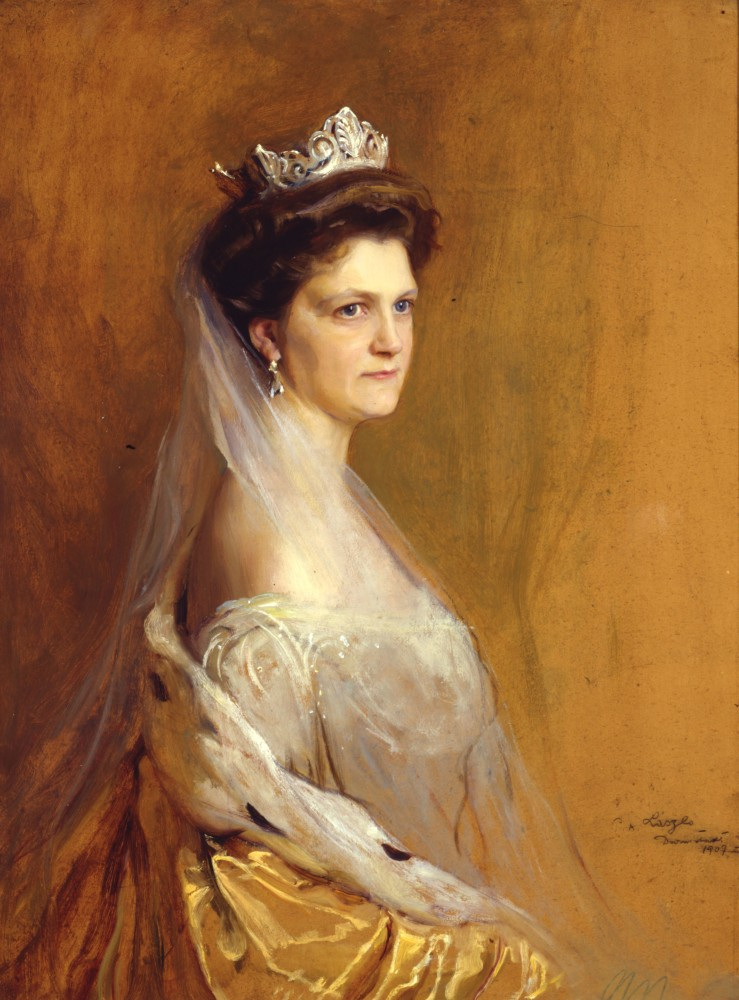
Великая герцогиня Гессенская и Рейнская Элеонора

После развода дочь Эрнста Людвига и Виктории-Мелиты — Елизавета — жила попеременно у каждого из родителей, 6 месяцев с отцом, затем 6 месяцев с матерью. Гостя у своих российских родственников в императорском охотничьем имении в Скерневице (Польша), 16 ноября 1903 года, 8-летняя принцесса скоропостижно скончалась от острой вспышки тифа. Её тело было перевезено в Дармштадт и похоронено в фамильном мавзолее Розенхёэ (нем. Rosenhöhe).
Великий герцог Эрнст Людвиг повторно женился 2 февраля 1905 года на принцессе Элеоноре Эрнестине Марии Сольмс-Гогенсольмс-Лих (нем. Eleonore Ernestine Marie Prinzessin zu Solms-Hohensolms-Lich), которая составила его семейное счастье. От этого брака в семье родилось двое сыновей — старший, наследник престола принц Георг Донатус (1906—1937) и принц младший — Людвиг (1908—1968). До начала Первой мировой войны великий герцог много раз бывал в России в гостях у сестёр — великой княгини Елизаветы Федоровны и императрицы Александры Федоровны. С началом войны брат и сестры оказались по разные стороны фронта, вооруженные силы Гессена сражались в составе войск Тройственного союза.

## Революция
В результате Ноябрьской революции 1918 года император Вильгельм II отрёкся от престола. В этот же день подписал отречение от престола и Эрнст Людвиг. Его династия утратила статус владетельного дома, однако имущество великогерцогской семьи частично осталось в их собственности. Как отмечает в своих мемуарах  Мария Павловна-младшая (1890—1958):
«Как частное теперь уже лицо он по-прежнему пользовался уважением бывших подданных, был свободен в передвижениях, а главное, его и семью оставили в стране, в родных пенатах. Правда, окружающая обстановка потускнела. Дом показался чересчур большим, не по нынешним запросам. В залах не было ливрейных лакеев, не было караула, у въездных ворот не стояли часовые. Дорожки дворцового парка поросли травой. Казалось, все здесь, включая дворец и сам город, долгое время томились взаперти. Прохожие напоминали осоловевших осенних мух, да и сам герцог с герцогиней недалеко ушли, они словно укрыли мебель чехлами и тем удовлетворились. Своей жизнью они были вполне довольны, и частное существование их устраивало. Дядя Эрни всегда живо интересовался искусством и даже теперь находил себе занятие».

## Судьба династии
Великий герцог и его семья не покинули Германию. 2 февраля 1931 года в Новом дворце Дармштадта состоялось бракосочетание старшего сына Эрнста Людвига и Элеоноры — наследного принца Георга Донатуса и греческой принцессы Сесилии.
Великий герцог Эрнст Людвиг скончался 9 октября 1937 года в замке Вольсфгартен близ Дармштадта. Государственные похороны состоялись 16 ноября 1937 года. Великий герцог был похоронен в земле рядом с родовым мавзолеем в парке Розехёэ недалеко от могилы дочери Елизаветы.

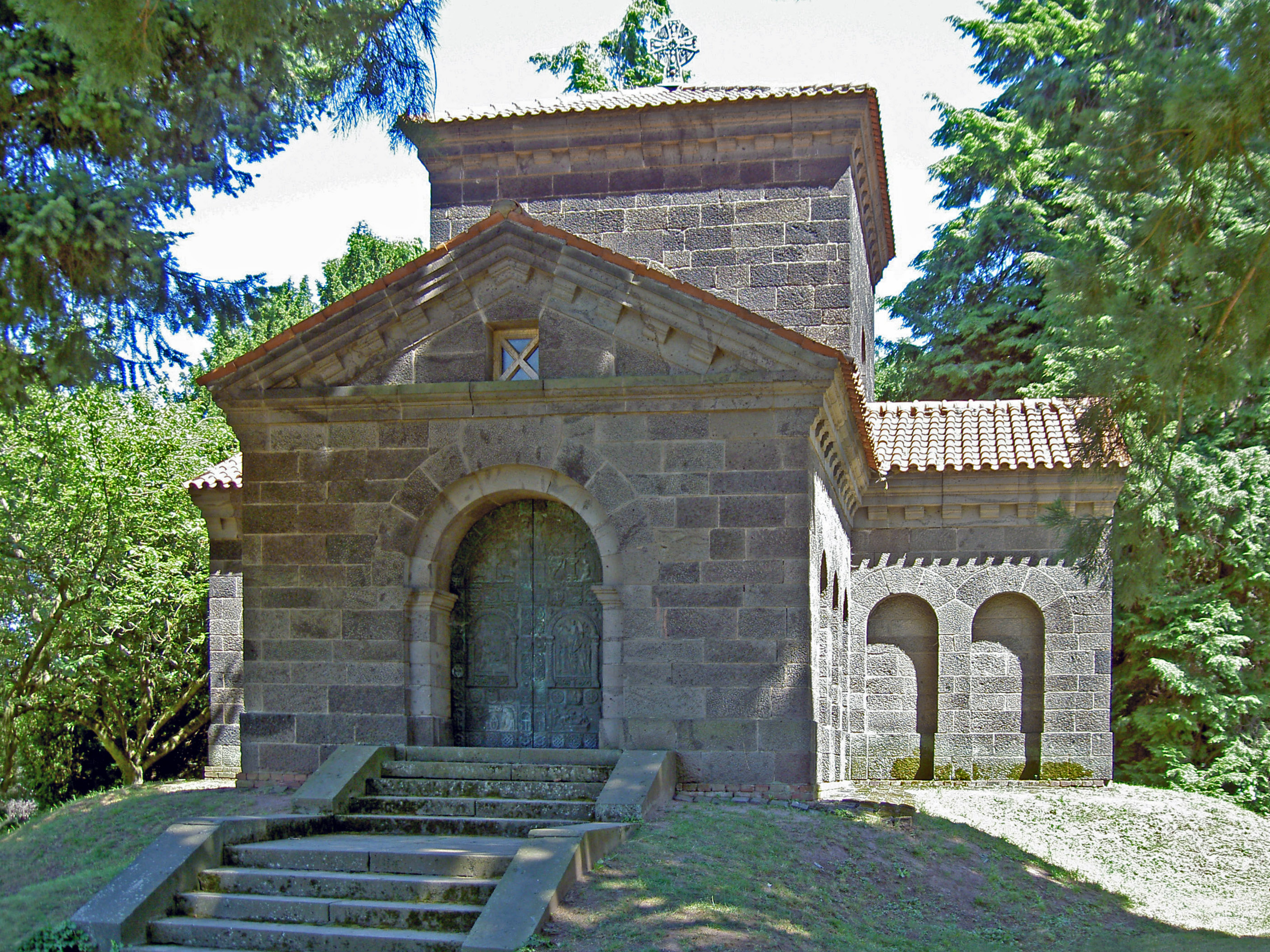
Мавзолей в Розенхёэ

В этот же день его вдова, сын Георг Донатус с Сесилией и детьми — 6-летним Людвигом и 4-летним Александром погибли в авиакатастрофе близ Остенде. Наследная принцесса Сесилия была в этот момент на 8-м месяце беременности. Тело мёртвого новорожденного ребёнка было найдено среди обломков самолета. Они спешили на свадьбу младшего брата принца Георга Донатуса, принца Людвига,с Маргаритой Геддес. В связи с неожиданной смертью Эрнста Людвига им пришлось задержаться в Дармштадте, и затем срочно вылететь самолётом в Лондон сразу после похорон. Несмотря на трагедию в Остенде, свадьба состоялась на следующий день, 17 ноября 1937 года. Этот брак был бездетным.
Младшая дочь принца Георга Донатуса принцесса Йоханна, которой в роковом ноябре 1937 был только год, осталась дома в Дармштадте, что уберегло её от смерти в авиакатастрофе. После гибели родителей её удочерил дядя принц Людвиг и его супруга Маргарита. Однако спустя полтора года 14 июня 1939 года принцесса Йоханна скончалась от менингита в госпитале Алисы, названном в честь её прабабушки — Алисы, великой герцогини Гессенской. Ей не было и 3-х лет.
После смерти принца Людвига 30 марта 1968 года, который был главой династии с 16 ноября 1937 года, род герцогов Гессен-Дармштадстских по мужской линии пресёкся. Их боковая ветвь — герцоги Баттенбергские, изменившие в 1917 году родовую фамилию на Маунтбаттэн, являются на данный момент продолжателями этой династии. Главой дома Гессенских являлся принц Мориц Гессен-Кассельский (1926—2013), усыновлённый принцем Людвигом в 1960 году. У принца Морица есть сын Генрих Донатус (род. 1966), наследный герцог Гессен-Кассельский и внук — принц Мориц (род. 2007). На данный момент они являются официальными наследниками герцогов Гессен-Дармштадтских.